# World Professional Association for Transgender Health
A World Professional Association for Transgender Health, Inc. (WPATH) ("Associação Profissional Mundial para a Saúde Transgênero", em português)  é uma organização profissional internacional e multidisciplinar que tem por objetivo o entendimento da identidade de gênero e disforia de gênero, e o tratamento da última. Congrega cerca de 350 membros de todo o mundo, em geral profissionais das áreas da medicina, psicologia, direito, serviço social, consultoria, psicoterapia, estudos da família, sociologia, antropologia, sexologia, terapia da voz etc. 
Patrocina simpósios científicos bienais e ajuda profissionais a entender os parâmetros dentro dos quais eles podem oferecer assistência às pessoas transgênero. 

## Observações
1. ↑  A WPATH anteriormente era chamada Harry Benjamin International Gender Dysphoria Association ("Associação Internacional Henri Benjamin de Disforia de Gênero") – HBIGDA